# Andreas Kleerup
Andreas Kleerup, znany także jako Kleerup (ur. 2 kwietnia 1979 w Sztokholmie) – szwedzki wokalista, producent muzyczny, perkusista oraz członek szwedzkiego zespołu The Meat Boys. Wylansował przeboje With Every Heartbeat oraz Longing For Lullabies. Nagrywa muzykę w stylu pop, synth pop.
Chociaż na muzycznym rynku obecny jest od 2000 roku, międzynarodową popularność zdobył w roku 2007 dzięki współpracy ze szwedzką artystką Robyn. Wyprodukował dla niej utwór With Every Heartbeat, który dotarł do 1. miejsca zestawienia UK Singles Chart w Wielkiej Brytanii. Piosenka spory rozgłos zyskała także w Danii, Francji, Belgii czy Włoszech.
Kleerup ma na koncie także współpracę z Cyndi Lauper, dla której napisał i wyprodukował piosenkę Lay Me Down, pochodzącą z jej ostatniego albumu Bring Ya to the Brink. W 2008 roku wydał debiutancki album zatytułowany Kleerup. Na krążku gościnnie wystąpiły między innymi wspomniana już Robyn, a także Titiyo, Neneh Cherry, Linda Sundblad, Lykke Li, Lisa Millberg oraz Marit Bergman. Album uplasował się na siódmym miejscu listy "Swedish Album Chart". W Polsce bardzo duży sukces odniosło nagranie Longing For Lullabies.

## Wybrana dyskografia
Albumy
| Tytuł   | Dane dot. albumu                                      | Pozycja na liście |
| Tytuł   | Dane dot. albumu                                      | SWE               |
| ------- | ----------------------------------------------------- | ----------------- |
| Kleerup | - Data: 21 maja 2008 - Wydawca: Virgin                | 8                 |
| Aniara  | - Data: 9 maja 2012 - Wydawca: Stockholms Stadsteater | 47                |

Minialbumy
| Tytuł              | Dane dot. albumu                                            |
| ------------------ | ----------------------------------------------------------- |
| As If We Never Won | - Data: 13 października 2014 - Wydawca: Warner Music Sweden |

## Nagrody i wyróżnienia
| Rok  | Kategoria            | Tytułem                                      | Nagroda | Nota      | Źródło |
| ---- | -------------------- | -------------------------------------------- | ------- | --------- | ------ |
| 2009 | Årets Manliga Artist | Kleerup                                      | Grammis | Nominacja | [ 5 ]  |
| 2009 | Årets Kompositör     | Kleerup                                      | Grammis | Laur      | [ 6 ]  |
| 2009 | Årets Nykomling      | Kleerup                                      | Grammis | Laur      | [ 7 ]  |
| 2009 | Årets Album          | Kleerup                                      | Grammis | Nominacja | [ 8 ]  |
| 2009 | Årets Producent      | Kleerup                                      | Grammis | Laur      | [ 9 ]  |
| 2009 | Årets Låt            | Kleerup feat. Titiyo "Longing for lullabies" | Grammis | Nominacja | [ 10 ] |
| 2013 | Årets Klassiska      | Aniara                                       | Grammis | Nominacja | [ 11 ] |
| 2015 | Årets Elektro/Dans   | As If We Never Won                           | Grammis | Nominacja | [ 12 ] |